# Ember (album)
Albums de Breaking Benjamin
Dark Before Dawn
(2015)
Singles
1. Red Cold River
Sortie : 5 janvier 2018
2. Torn in Two
Sortie : 29 mai 2018
3. Tourniquet
Sortie : 18 décembre 2018

Ember est le sixième album studio du groupe rock alternatif américain Breaking Benjamin, produit par le chanteur et guitariste rythmique Benjamin Burnley. Il a été publié le 13 avril 2018 sous le label Hollywood Records. 
Le premier single, Red Cold River, est sorti le 5 janvier 2018. Quatre chansons supplémentaires ont été publiées avant la sortie de l'album dont Feed the Wolf, Blood, Psycho et Save Yourself. Un clip pour la chanson Torn in Two est sorti le même jour que l'album et est sorti en tant que deuxième single le 29 mai 2018. 
Le 13 décembre 2018, un clip pour la chanson Tourniquet est sorti et le troisième single est sorti le 18 décembre 2018.

## Enregistrement
Après une série d'albums à succès à avoir certifiés disque de platine aux États-Unis tout au long des années 2000, le groupe a fait une pause peu de temps après son album de 2009, Dear Agony, tandis que le leader du groupe, Benjamin Burnley, était aux prises avec une maladie récurrente et à long terme,. La rupture a fini par être prolongée, Burnley a ensuite poursuivi en justice les anciens membres du groupe, le guitariste Aaron Fink et le bassiste Mark James Klepaski, pour avoir pris des décisions non autorisées sans son consentement sur l'album compilation de 2011, Shallow Bay: The Best of Breaking Benjamin. Burnley a gagné le procès, a conservé les droits du groupe et de son homonyme et a réformé le groupe en 2014,. 
Le nouvel album du groupe, Dark Before Dawn, sorti en 2015, a été presque entièrement écrit par Burnley, qui, vers la fin, a reformé une toute nouvelle formation pour le groupe avec Jasen Rauch à la guitare, Keith Wallen à la deuxième guitare, Aaron Bruch à la basse et Shaun Foist à la batterie. Vers la fin des sessions, le groupe a décidé de collaborer sur une chanson qui deviendra le morceau Never Again. La collaboration a fini par être une expérience tellement positive que Burnley a décidé d'impliquer l'ensemble du groupe dans le processus d'écriture de leur prochain album studio, Ember.

## Composition et thèmes
Rauch a expliqué que « l'album repousse les limites avec du matériel plus lourd que les albums précédents du groupe, et que en termes de jeu, c'est l'album le plus difficile ». Il a également noté que l'album « profite de la dynamique des trois guitaristes, mais ne s'éloigne toujours pas du son établi du groupe ». Burnley a déclaré que « le son de l'album avait évolué dans une direction plus lourde, quelque chose qui était inspiré par la demande des fans pour un album plus lourd, une direction dans laquelle le groupe était de toute façon heureux d'évoluer ». Il l'a décrit plus tard comme un album d'extrêmes, déclarant que « le côté lourd est vraiment lourd » mais que « le côté le plus doux de cet album est vraiment doux » également.

## Liste des pistes
| 1.    | Lyra (intro)                        | 0:29 |
| 2.    | Feed the Wolf                       | 3:18 |
| 3.    | Red Cold River                      | 3:20 |
| 4.    | Tourniquet                          | 4:09 |
| 5.    | Psycho                              | 3:20 |
| 6.    | The Dark of You (feat. Derek Hough) | 4:12 |
| 7.    | Down                                | 4:02 |
| 8.    | Torn in Two                         | 4:17 |
| 9.    | Blood                               | 3:09 |
| 10.   | Save Yourself                       | 3:06 |
| 11.   | Close Your Eyes                     | 4:01 |
| 12.   | Vega (outro)                        | 1:22 |
| 38:45 |                                     |      |